# Эцталь
Долина Эцталь (нем. Ötztal) — 65-километровая долина в австрийском Тироле. Это самая большая долина в Восточных Альпах. Долину окружают около 250 пиков высотой более 3000 м, из них 6 — выше 3400 м. С юга на север через долину протекает река Эцталер-Ахе (нем. Ötztaler Ache), которая на северном краю долины впадает в реку Инн. С юга долину обрамляют Эцтальские Альпы, которые проходят по границе с Италией. Название долины происходит от местечка Эц.

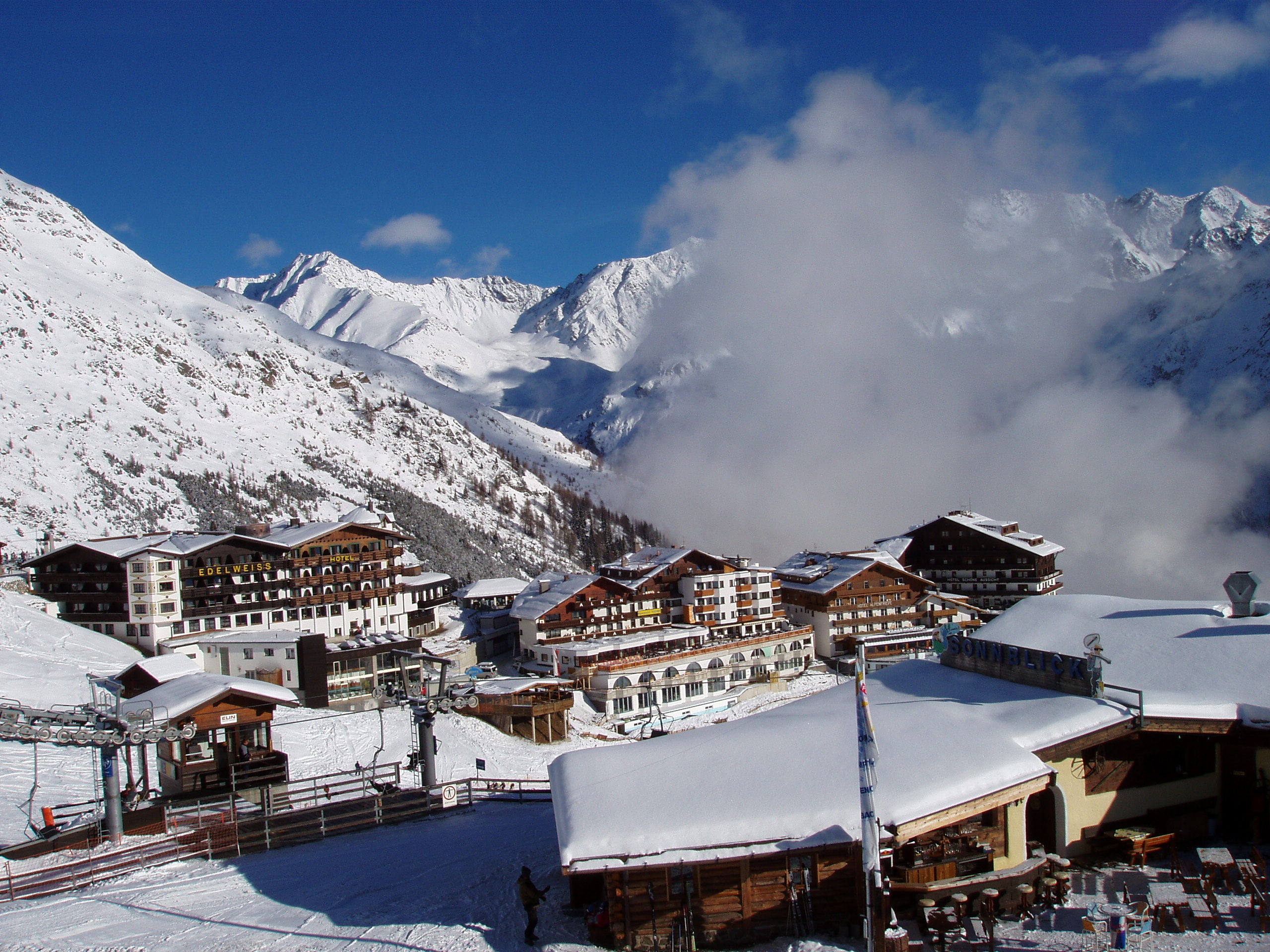
Деревня и курортный комплекс Хохзёльден зимой

История туризма в долине Эцталь насчитывает более 120 лет. В первую очередь за счёт того что идеальный снег в долине выпадает уже в ноябре и лежит до апреля. При этом катание в районах ледников доступно даже летом. В регион входят горнолыжные курорты: Заутенс, Эц, Умхаузен, Ленгенфельд, Грис-им-Зульцталь (в черте Ленгенфельда), Зёльден (1377 м), Хохзёльден (2050 м), Фент (1900 м), Обергургль, Хохгургль (2150 м). Туризм является основой экономики долины.
В 1991 году в леднике Симилаун, над долиной, туристами была найдена хорошо сохранившаяся мумия человека жившего примерно 3300 лет до н. э., которую прозвали Эци в честь долины.
Церковь Св. Яна Непомука, построенная в 1726 году в деревне Обергургль, считается самым высокогорным приходом в Австрии.
Во времена немецкой оккупации в долине создавался крупный исследовательский центр по аэродинамике. В 1946 году так и не начавшая работать аэродинамическая труба была вывезена французами, создающими ONERA.
Горный перевал Тиммельсйох (нем. Timmelsjoch) или Пассо-дель-Ромбо (итал. Passo del Rombo) соединяет долину Эцталь с долинами Пассирия (итал. Val Passiria) и Мерано в итальянской провинции Больцано. Это самый высокий перевал в восточных Альпах — 2509 м. Дорога открыта с июня по октябрь.

## Достопримечательности
- Водяная мельница, которой более 150 лет, полностью отреставрирована в 1990 году. Сейчас в ней расположен музей. Можно приобрести небольшой пакетик муки свежего помола.
- Монумент, посвящённый Огюсту Пикару. Установлен в 1989 году в память приземления стратостата Пикара на ледник Гургль 27 мая 1931 года.
- Заповедный высокогорный реликтовый сосновый лес Цирбенвальд (нем. Zirbenwald), занимает 20 га на высоте от 1950 до 2180 м. В 1963 году он объявлен национальным природным памятником.